# هندسه مولکولی

برخی پارمترهای هندسی مولکول آب

هندسه مولکولی(به انگلیسی: Molecular geometry) در علم شیمی و زیست شیمی عبارت است از بررسی چگونگی قرارگیری اتم‌ها در فضای سه بعدی در یک مولکول شیمیایی. این موضوع تعیین‌کننده خواصی چون فاز ماده، قطبیت شیمیایی، رنگ، خاصیت مغناطیسی و واکنش پذیری در یک ماده است.

## تعیین
هندسه مولکولی را می‌توان با روش‌های مختلف طیف‌سنجی و روش‌های پراش تعیین کرد. طیف‌سنجی IR، مایکروویو و رامان می‌توانند اطلاعاتی در مورد هندسه مولکول از جزئیات جذب ارتعاشی و چرخشی شناسایی‌شده توسط این تکنیک‌ها به دست دهند. کریستالوگرافی اشعه ایکس، پراش نوترون و پراش الکترون می‌توانند ساختار مولکولی را برای جامدات کریستالی بر اساس فاصله بین هسته‌ها و غلظت چگالی الکترون ارائه دهند. پراش الکترون گاز را می‌توان برای مولکول‌های کوچک در فاز گاز استفاده کرد. روش‌های NMR و FRET می‌توانند برای تعیین اطلاعات تکمیلی از جمله فواصل نسبی،   زوایای دو وجهی، زاویه و اتصال استفاده شوند. هندسه‌های مولکولی به بهترین وجه در دمای پایین تعیین می‌شوند زیرا در دماهای بالاتر ساختار مولکولی در هندسه‌های قابل دسترس تر به‌طور میانگین محاسبه می‌شود (به بخش بعدی مراجعه کنید). مولکول‌های بزرگ‌تر اغلب در چندین هندسه پایدار (ایزومر ساختاری) وجود دارند که از نظر انرژی در سطح انرژی پتانسیل نزدیک هستند. هندسه‌ها را نیز می‌توان با روش‌های شیمی کوانتومی از ابتدا با دقت بالا محاسبه کرد. هندسه مولکولی می‌تواند به صورت جامد، محلول و گاز متفاوت باشد. موقعیت هر اتم با ماهیت پیوندهای شیمیایی که توسط آن به اتم‌های همسایه خود متصل می‌شود تعیین می‌شود. هندسه مولکولی را می‌توان با موقعیت این اتم‌ها در فضا توصیف کرد، که طول پیوند دو اتم به هم پیوسته، زاویه پیوند سه اتم متصل، و زاویه پیچش (زوایای دو وجهی) سه پیوند متوالی را برمی‌انگیزد.

## تأثیر تحریک حرارتی
از آنجایی که حرکت اتم‌ها در یک مولکول توسط مکانیک کوانتومی تعیین می‌شود، «حرکت» باید به روش مکانیکی کوانتومی تعریف شود. انتقال و چرخش کلی (خارجی) حرکت مکانیکی کوانتومی هندسه مولکول را به سختی تغییر می‌دهد. (تا حدی چرخش از طریق نیروهای کوریولیس و اعوجاج گریز از مرکز هندسه را تحت تأثیر قرار می‌دهد، اما این برای بحث حاضر قابل اغماض است) علاوه بر انتقال و چرخش، نوع سوم حرکت، ارتعاش مولکولی است که با حرکات داخلی اتم‌ها مطابقت دارد. به عنوان کشش باند و تغییر زاویه پیوند. ارتعاشات مولکولی هارمونیک هستند (حداقل با تقریب خوب)، و اتم‌ها در مورد موقعیت‌های تعادلی خود نوسان می‌کنند، حتی در صفر مطلق دما. در صفر مطلق همه اتم‌ها در حالت پایه ارتعاشی خود هستند و حرکت مکانیکی کوانتومی نقطه صفر را نشان می‌دهند، به طوری که تابع موج یک حالت ارتعاشی منفرد یک اوج تیز نیست، بلکه یک نمایی با عرض محدود است (تابع موج برای n = ۰ نشان داده شده در مقاله در مورد نوسانگر هارمونیک کوانتومی). در دماهای بالاتر، حالت‌های ارتعاشی ممکن است از نظر حرارتی برانگیخته شوند (در یک تفسیر کلاسیک، یکی این را با بیان اینکه «مولکول‌ها سریع‌تر می‌لرزند» بیان می‌کند)، اما آنها همچنان در اطراف هندسه قابل تشخیص مولکول در نوسان هستند.
(سانتی‌متر متقابل یک واحد انرژی است که معمولاً در طیف‌سنجی مادون قرمز استفاده می‌شود؛ ۱ سانتی‌متر معادل ۱٫۲۳۹۸۴×10-4 eV است). هنگامی که یک انرژی تحریک ۵۰۰ سانتی‌متر-۱ است، حدود ۸٫۹ درصد از مولکول‌ها در دمای اتاق از نظر حرارتی برانگیخته می‌شوند. برای در نظر گرفتن این موضوع: کمترین انرژی ارتعاشی تحریک در آب حالت خمشی است (حدود ۱۶۰۰ سانتی‌متر-۱). بنابراین، در دمای اتاق کمتر از ۰٫۰۷ درصد از تمام مولکول‌های یک مقدار معین آب سریع‌تر از صفر مطلق ارتعاش می‌کنند. همان‌طور که در بالا گفته شد، چرخش به سختی بر هندسه مولکولی تأثیر می‌گذارد. اما، به عنوان یک حرکت مکانیکی کوانتومی، در دماهای نسبتاً پایین (در مقایسه با ارتعاش) از نظر حرارتی برانگیخته می‌شود. از دیدگاه کلاسیک می‌توان بیان کرد که در دماهای بالاتر، مولکول‌های بیشتری سریع تر می‌چرخند، که به این معنی است که سرعت زاویه ای و تکانه زاویه ای بالاتری دارند. در زبان مکانیک کوانتومی: حالت‌های ویژه بیشتری با تکانه زاویه‌ای بالاتر با افزایش دما پر از حرارت می‌شوند. انرژی‌های تحریک چرخشی معمولی در حد چند سانتی‌متر-۱ هستند. نتایج بسیاری از آزمایش‌های طیف‌سنجی گسترش می‌یابد، زیرا شامل میانگین‌گیری بیش از حالت‌های چرخشی است. استخراج هندسه‌ها از طیف‌ها در دماهای بالا اغلب دشوار است، زیرا تعداد حالت‌های چرخشی بررسی‌شده در میانگین‌گیری تجربی با افزایش دما افزایش می‌یابد؛ بنابراین، بسیاری از مشاهدات طیف‌سنجی را می‌توان انتظار داشت که هندسه‌های مولکولی قابل‌اعتمادی را در دمای نزدیک به صفر مطلق به دست آورند، زیرا در دماهای بالاتر، حالت‌های چرخشی بسیار زیادی از نظر حرارتی پر می‌شوند.

## پیوند
طبق تعریف، مولکول‌ها اغلب با پیوندهای کووالانسی شامل پیوندهای منفرد، دوتایی و/یا سه‌گانه در کنار هم نگه داشته می‌شوند، که در آن یک «پیوند» یک جفت الکترون مشترک است (روش دیگر پیوند بین اتم‌ها پیوند یونی نامیده می‌شود و شامل یک کاتیون مثبت و آنیون منفی). هندسه‌های مولکولی را می‌توان بر حسب «طول پیوند»، «زوایای پیوند» و «زوایای پیچشی» مشخص کرد. طول پیوند به عنوان فاصله متوسط بین هسته‌های دو اتم متصل به هم در هر مولکول معین تعریف می‌شود. زاویه پیوند، زاویه ای است که بین سه اتم در عرض حداقل دو پیوند ایجاد می‌شود. برای چهار اتم متصل به هم در یک زنجیره، زاویه پیچشی زاویه بین صفحه تشکیل شده توسط سه اتم اول و صفحه تشکیل شده توسط سه اتم آخر است.
هندسه مولکولی توسط رفتار مکانیکی کوانتومی الکترون‌ها تعیین می‌شود. با استفاده از تقریب پیوند ظرفیتی می‌توان این را با نوع پیوند بین اتم‌هایی که مولکول را می‌سازند درک کرد. هنگامی که اتم‌ها برای تشکیل یک پیوند شیمیایی برهم کنش می‌کنند، گفته می‌شود که اوربیتال‌های اتمی هر اتم در فرآیندی به نام هیبریداسیون مداری با هم ترکیب می‌شوند. دو نوع رایج پیوندها، پیوندهای سیگما (معمولاً توسط اوربیتال‌های هیبریدی تشکیل می‌شوند) و پیوندهای پی (که توسط اوربیتال‌های p ترکیب نشده برای اتم‌های عناصر گروه اصلی تشکیل می‌شوند) هستند. هندسه را می‌توان با تئوری اوربیتال مولکولی که در آن الکترون‌ها جابجا می‌شوند، درک کرد. درک رفتار موج مانند الکترون‌ها در اتم‌ها و مولکول‌ها موضوع شیمی کوانتومی است.

## ایزومرها
ایزومرها انواعی از مولکول‌ها هستند که فرمول شیمیایی مشترکی دارند اما هندسه‌های متفاوتی دارند که در نتیجه خواص مختلفی دارند: یک ماده خالص تنها از یک نوع ایزومر یک مولکول (همه ساختار هندسی یکسانی دارند) تشکیل شده است. ایزومرهای ساختاری فرمول شیمیایی یکسانی دارند اما آرایش فیزیکی متفاوتی دارند و اغلب هندسه‌های مولکولی متناوب با خواص بسیار متفاوت را تشکیل می‌دهند. اتم‌ها به ترتیب یکسانی به هم متصل نیستند. ایزومرهای عملکردی انواع خاصی از ایزومرهای ساختاری هستند که در آن گروه‌های خاصی از اتم‌ها رفتار خاصی مانند اتر یا الکل از خود نشان می‌دهند. استریو ایزومرها ممکن است بسیاری از خواص فیزیکوشیمیایی مشابه (نقطه ذوب، نقطه جوش) و در عین حال فعالیت‌های بیوشیمیایی بسیار متفاوتی داشته باشند. این به این دلیل است که آنها دستی را نشان می‌دهند که معمولاً در سیستم‌های زنده یافت می‌شود. یکی از مظاهر این کایرالیته یا دست‌وار بودن این است که آنها توانایی چرخش نور پلاریزه را در جهات مختلف دارند. تاخوردگی پروتئین مربوط به هندسه‌های پیچیده و ایزومرهای مختلفی است که پروتئین‌ها می‌توانند داشته باشند.

## انواع ساختار مولکولی
زاویه پیوند، زاویه هندسی بین دو پیوند مجاور است. برخی از اشکال رایج مولکول‌های ساده عبارتند از خطی: در مدل خطی، اتم‌ها در یک خط مستقیم به هم متصل می‌شوند. زوایای پیوند روی ۱۸۰ درجه تنظیم شده است. به عنوان مثال، دی‌اکسید کربن و اکسید نیتریک یک شکل مولکولی خطی دارند. مسطح مثلثی: مولکول‌هایی با شکل مسطح مثلثی تا حدودی مثلثی و در یک صفحه (مسطح) هستند. در نتیجه، زوایای پیوند در ۱۲۰ درجه تنظیم می‌شود. به عنوان مثال، تری فلوراید بور. زاویه ای: مولکول‌های زاویه دار (همچنین خم یا V شکل نیز نامیده می‌شود) شکل غیر خطی دارند. به عنوان مثال، آب (H2O) که زاویه ای در حدود ۱۰۵ درجه دارد. یک مولکول آب دارای دو جفت الکترون پیوند خورده و دو جفت تکی غیر مشترک است. چهار وجهی: چهار وجهی به معنای چهار است و - وجهی مربوط به صورت یک جامد است، بنابراین «چهاروجهی» در لغت به معنای «چهار وجه» است. این شکل زمانی پیدا می‌شود که چهار پیوند روی یک اتم مرکزی وجود داشته باشد، بدون جفت الکترون مشترک اضافی. مطابق با VSEPR (نظریه دافعه جفت الکترون لایه ظرفیتی)، زوایای پیوند بین پیوندهای الکترونی آرکوس (-۱/۳) = ۱۰۹٫۴۷ درجه است به عنوان مثال، هگزا فلوراید گوگرد (SF6) یک مولکول هشت وجهی است. هرمی مثلثی: یک مولکول هرمی مثلثی شکلی هرم مانند با قاعده مثلثی دارد. بر خلاف اشکال مسطح خطی و مثلثی، اما مشابه جهت چهار وجهی، اشکال هرمی برای جداسازی کامل الکترون‌ها به سه بعد نیاز دارند. در اینجا، تنها سه جفت الکترون پیوندی وجود دارد که یک جفت تنها مشترک باقی نمی‌ماند. جفت تنها – دافعه‌های جفت پیوند، زاویه پیوند را از زاویه چهار وجهی به مقدار کمی پایین‌تر تغییر می‌دهند. به عنوان مثال، آمونیاک (NH3).
در جدول زیر برخی از ساختارهای هندسی مهم مولکول‌ها نشان داده شده است:
| جفت الکترون‌های پیوندی | جفت الکترون‌های ناپیوندی | قلمروهای الکترونی | شکل                          | زاویه پیوندی ایده‌آل              | نمونه  | تصویر |
| --------------------- | ----------------------- | ----------------- | ---------------------------- | -------------------------------- | ------ | ----- |
| ۲                     | ۰                       | ۲                 | خطی                          | ۱۸۰°                             | CO۲    |       |
| ۳                     | ۰                       | ۳                 | trigonal planar              | ۱۲۰°                             | BF۳    |       |
| ۲                     | ۱                       | ۳                 | bent                         | ۱۲۰° (۱۱۹°)                      | SO۲    |       |
| ۴                     | ۰                       | ۴                 | چهاروجهی                     | ۱۰۹٫۵°                           | CH۴    |       |
| ۳                     | ۱                       | ۴                 | trigonal pyramidal           | ۱۰۷°                             | NH۳    |       |
| ۲                     | ۲                       | ۴                 | bent                         | ۱۰۹٫۵° (۱۰۴٫۵°)                  | H۲O    |       |
| ۵                     | ۰                       | ۵                 | trigonal bipyramidal         | ۹۰°, ۱۲۰°, ۱۸۰°                  | PCl۵   |       |
| ۴                     | ۱                       | ۵                 | seesaw                       | ۱۸۰°, ۱۲۰°, ۹۰° (۱۷۳٫۱°, ۱۰۱٫۶°) | SF۴    |       |
| ۳                     | ۲                       | ۵                 | T-shaped                     | ۹۰°, ۱۸۰° (۸۷٫۵°, < ۱۸۰°)        | ClF۳   |       |
| ۲                     | ۳                       | ۵                 | linear                       | ۱۸۰°                             | XeF۲   |       |
| ۶                     | ۰                       | ۶                 | octahedral                   | ۹۰°, ۱۸۰°                        | SF۶    |       |
| ۵                     | ۱                       | ۶                 | square pyramidal             | ۹۰° (۸۴٫۸°), ۱۸۰°                | BrF۵   |       |
| ۴                     | ۲                       | ۶                 | square planar                | ۹۰°, ۱۸۰°                        | XeF۴   |       |
| ۷                     | ۰                       | ۷                 | pentagonal bipyramidal       | ۹۰°, ۷۲°, ۱۸۰°                   | IF۷    |       |
| ۶                     | ۱                       | ۷                 | pentagonal pyramidal         | ۷۲°, ۹۰°, ۱۴۴°                   | XeOF۵− |       |
| ۵                     | ۲                       | ۷                 | planar pentagonal            | ۷۲°, ۱۴۴°                        | XeF۵−  |       |
| ۸                     | ۰                       | ۸                 | square antiprismatic         |                                  | XeF۸۲− |       |
| ۹                     | ۰                       | ۹                 | tricapped trigonal prismatic |                                  | ReH۹۲− |       |